# Club Atlético River Plate (Puerto Rico)
El Club Atlético River Plate Puerto Rico, también conocido como River Plate, RPPR o River, fue un club de fútbol puertorriqueño de la ciudad de Fajardo. Fue creado en el año 2007, y jugaba en la Puerto Rico Soccer League.
Su estadio para los partidos como local era el Roberto Clemente, situado en las afueras de Carolina. El club estaba afiliado al club argentino River Plate.
En 2012, en medio de un desorden administrativo por parte de la Federación de Fútbol de Puerto Rico, la quiebra financiera del club debido al cambio de sede, y la falta de competencias deportivas en la que pudiera participar; la entidad desapareció.

## Historia
El 27 de junio de 2004, un grupo de 31 simpatizantes del Club Atlético River Plate firmaron un documento de afiliación. El evento fue dirigido por el fundador del grupo, Steven Álvarez. Después de varias reuniones, se formó un equipo de fútbol en conjunto con Academia Quintana (club de una ciudad vecina); el cual terminó cuarto en un torneo por invitación que se celebró en Bayamón. De esta manera se constituyó el debut de River en competiciones deportivas.
En agosto de 2004, el Club Atlético River Plate Corp, registro en Carolina, el domicilio de su oficina ante el Departamento de Estado de Puerto Rico. Finalmente con la ayuda del River Plate de Argentina[cita requerida], el club fue oficialmente fundado el 1 de enero de 2007.
Eduardo Fabrizi, secretario del equipo, decidió incluir al club en la Liga Premier de Fútbol de 2007. De cara al torneo, Rubén Muñoz entrenó un equipo plagado de estrellas, en el que se destacaban los argentinos Walter Zermatten, Pipa Gancedo, Martín Gómez y Marcelo Roca. Este último fue nombrado como el Jugador más valioso; y de forma categórica River se coronó campeón ante 3000 espectadores.
El club solo participó en la Liga Premier solo una temporada; para luego convertirse en uno de los clubes fundadores de la Puerto Rico Soccer League, en 2008. Buscando exposición mediática, se llegó a un acuerdo con el boxeador profesional Miguel Cotto, reconocido fanático del River Plate argentino, para que vistiera los colores del club en sus peleas por el campeonato mundial.
A lo largo de su historia, River contrato destacados jugadores internacionales de países como Argentina, Colombia, México y El Salvador. El jugador más valioso de la Liga Premier del 2007, fue el defensa argentino Marcelo Roca; y el primer premio "Valor Millonario" (otorgado a jugadores por su trayectoria dentro del club), fue otorgado al mexicano Gilberto Mendoza.

### Puerto Rico Soccer League
Temporada 2008

El 28 de junio de 2008, River Plate de Puerto Rico jugó en contra Atléticos de San Juan en el primer juego oficial de la liga, ganando 2–0 con goles de Daniel Gómez y Harry Irizarry.
Logrando una temporada tremenda, el equipo terminó segundo con 28 puntos en 14 juegos disputados. En la fase de play-offs, perdió la final ante Sevilla FC Puerto Rico.

Temporada 2009 

River Plate Ponce venció en el primer partido de la temporada 2009 a Caguas Huracán con un categórico 5-1. Terminando la temporada invicto, con solo dos empates y un total de 44 puntos en 16 juegos, ganó la Copa Monteplata, correspondiendo esta a la fase regular. De esta manera, el club logró clasificarse para disputar por primera vez una competición de carácter internacional oficial, el Campeonato de Clubes de la CFU 2010.
Finalmente perdió ante Atléticos de San Juan en la semifinal de los play-offs.

Supercopa Direct TV 2010

La Temporada 2010 de la PRSL no se pudo desarrollar por problemas administrativos. En su lugar; se creó un torneo exclusivo de clasificación CFU; que sustituyó al campeonato.
River fue el primer equipo en avanzar a la segunda ronda, consiguiendo el primer lugar del Grupo A. Después de vencer a Sevilla Juncos en las semifinales, se coronó campeón al derrotar a los poderosos Puerto Rico Islanders, con un marcador final de 3-0 en el global. Ambos conjuntos clasificaron al Campeonato de Clubes de la CFU 2011.
Campeonato de Clubes de la CBU 2010
El torneo se disputa con tres fases de grupos. River debuta en torneos internacionales, en el Grupo A de la Primera Fase. Obtiene tres victorias clasificándose a segunda fase, destacando la importante victoria ante el poderoso Racing de Haití (equipo profesional e histórico del caribe).
En Segunda Fase integra el Grupo F, y queda en segundo lugar al perder el encuentro definitivo con los locales San Juan Jabloteh de Puerto Rico. El polémico favoritismo por parte de la terna arbitral ante los locales, produjo que los jugadores se envuelvan en grescas con el equipo contrario al finalizar el encuentro. River se siente "robado", y es eliminado del certamen.

Primera Fase - Grupo A
| Equipo                | Pts | PJ | PG | PE | PP | GF | GC | Dif |
| --------------------- | --- | -- | -- | -- | -- | -- | -- | --- |
| River Plate PR        | 9   | 3  | 3  | 0  | 0  | 12 | 2  | +10 |
| Racing                | 4   | 3  | 1  | 1  | 1  | 3  | 4  | -1  |
| Centro Barber         | 3   | 3  | 1  | 0  | 2  | 3  | 6  | -3  |
| S.V. Hubentut Fortuna | 1   | 3  | 0  | 1  | 2  | 3  | 9  | -6  |

| Fecha       | Lugar      | Local                 | Resultado | Visitante             |
| ----------- | ---------- | --------------------- | --------- | --------------------- |
| 16 de marzo | Willemstad | River Plate PR        | 3:1       | Racing                |
| 16 de marzo | Willemstad | Centro Barber         | 3:1       | S.V. Hubentut Fortuna |
| 18 de marzo | Willemstad | S.V. Hubentut Fortuna | 1:5       | River Plate PR        |
| 18 de marzo | Willemstad | Centro Barber         | 0:1       | Racing                |
| 20 de marzo | Willemstad | Racing                | 1:1       | S.V. Hubentut Fortuna |
| 20 de marzo | Willemstad | Centro Barber         | 0:4       | River Plate PR        |

Segunda Fase - Grupo F
| Equipo            | Pts | PJ | PG | PE | PP | GF | GC | Dif |
| ----------------- | --- | -- | -- | -- | -- | -- | -- | --- |
| San Juan Jabloteh | 6   | 2  | 2  | 0  | 0  | 3  | 0  | +3  |
| River Plate PR    | 1   | 2  | 0  | 1  | 1  | 1  | 2  | -1  |
| Alpha United FC   | 1   | 2  | 0  | 1  | 1  | 1  | 3  | -2  |

| Fecha       | Lugar     | Local             | Resultado | Visitante       |
| ----------- | --------- | ----------------- | --------- | --------------- |
| 14 de abril | Marabella | San Juan Jabloteh | 2:0       | Alpha United FC |
| 16 de abril | Marabella | Alpha United FC   | 1:1       | River Plate PR  |
| 18 de abril | Marabella | San Juan Jabloteh | 1:0       | River Plate PR  |

Temporada 2011 

De común acuerdo entre los socios del club, se decidió cambiar la sede del club, desde la Ciudad de Ponce a Fajardo. Esto fue inculcado con la intención de crecer deportivamente, y poder crear en un futuro no muy lejano un estadio propio.
River Plate termina tercero de la fase regular con siete victorias, cuatro empates y cuatro derrotas. En la Fase de play-offs derrota en cuartos de final a Mayagüez FC por 4:1. Finalmente caería derrotado en semifinales ante los futuros campeones, el FC Leones de Ponce, por 2:1.
Se debe destacar que en un intento de mejorar la calidad futbolística del plantel, la dirección ejecutiva del equipo inscribió a River en USL PRO, por entonces la tercera categoría de fútbol profesional de los Estados Unidos. River participó de la División Internacional, junto con sus coterraneos Puerto Rico United y Sevilla FC, además del Antigua Barracuda de Antigua y Barbuda, y Los Ángeles Blues.
| Original Divisional Alignment | Original Divisional Alignment                                                                             |
| ----------------------------- | --- |
| American Division             | Charleston Battery, Charlotte Eagles, Orlando City, Richmond Kickers, Wilmington Hammerheads              |
| National Division             | Dayton Dutch Lions, F.C. New York, Harrisburg City Islanders, Pittsburgh Riverhounds, Rochester Rhinos    |
| International Division        | Antigua Barracuda, Los Angeles Blues, Puerto Rico United, River Plate Puerto Rico, Sevilla FC Puerto Rico |

Sin embargo, el 10 de mayo de 2011, la USL retiró formalmente a los tres equipos de la Liga de Fútbol de Puerto Rico, y anunció que todos los equipos restantes seguirían jugando un calendario de 24 partidos. Se justifican de esta acción, debido a los grandes costos fiduciarios que no podían ser solventados por parte de los clubes. River Plate disputó cinco encuentros.
Campeonato de Clubes de la CBU 2011
En dicha edición se cambia el formato de disputa, transformándose en un torneo de copa por eliminación directa. River debuta en Primera Fase ante el campeón de las Islas Cayman, el Bodden Town. En segunda ronda es eliminado por el campeón de Guyana.
| N.º | Local ida                 | Resultado global | Local vuelta                 | Ida | Vuelta |
| --- | ------------------------- | ---------------- | ---------------------------- | --- | ------ |
| 1   | Dandy Town Hornets        | 1:4              | Defence Force                | 1:1 | 0:3    |
| 2   | Newtown United            | 0:6              | Caledonia AIA                | 0:1 | 0:5    |
| 3   | River Plate PR            | 2:1              | Bodden Town FC               | 2:0 | 0:1    |
| 4   | Bathestate FC (retirado)  | :                | Tempête FC                   | :   | :      |
| 5   | Northern United All Stars | 1:6              | WBC                          | 0:3 | 1:3    |
| 6   | Milerock FC               | 2:2              | Inter Moengotapoe            | 0:1 | 2:1    |
| 7   | Alpha United FC           | :                | Bassa Sports Club (retirado) | :   | :      |

Segunda Ronda
|  | Cuartos de final                                                  | Cuartos de final                                                  | Cuartos de final                                                  |   |                       | Semifinales | Semifinales | Semifinales |  |  | Final                 | Final      | Final      |
|  | 10 de abril al 7 de mayo (Ida) 22 de abril al 14 de mayo (Vuelta) | 10 de abril al 7 de mayo (Ida) 22 de abril al 14 de mayo (Vuelta) | 10 de abril al 7 de mayo (Ida) 22 de abril al 14 de mayo (Vuelta) |   |                       | 25 de mayo  | 25 de mayo  | 25 de mayo  |  |  | 27 de mayo            | 27 de mayo | 27 de mayo |
|  |                                                                   |                                                                   |                                                                   |   |                       |             |             |             |  |  |                       |            |            |
|  | Puerto Rico Islanders                                             | 1                                                                 | 7                                                                 |   |                       |             |             |             |  |  |                       |            |            |
|  | WBC                                                               | 1                                                                 | 0                                                                 |   |                       |             |             |             |  |  |                       |            |            |
|  | WBC                                                               | 1                                                                 | 0                                                                 |   | Puerto Rico Islanders | 3           |             |             |  |  |                       |            |            |
|  |                                                                   |                                                                   |                                                                   |   | Puerto Rico Islanders | 3           |             |             |  |  |                       |            |            |
|  |                                                                   | Alpha United FC                                                   | 1                                                                 |   |                       |             |             |             |  |  |                       |            |            |
|  | Alpha United FC                                                   | Alpha United FC                                                   | 1                                                                 | 0 | 3                     |             |             |             |  |  |                       |            |            |
|  | Alpha United FC                                                   |                                                                   |                                                                   | 0 | 3                     |             |             |             |  |  |                       |            |            |
|  | River Plate PR                                                    | 0                                                                 | 2                                                                 |   |                       |             |             |             |  |  |                       |            |            |
|  |                                                                   |                                                                   |                                                                   |   |                       |             |             |             |  |  | Puerto Rico Islanders | 3          |            |
|  |                                                                   |                                                                   | Tempête FC                                                        | 1 |                       |             |             |             |  |  |                       |            |            |
|  | Defence Force                                                     | 4                                                                 | 3                                                                 |   |                       |             |             |             |  |  |                       |            |            |
|  | Milerock FC                                                       | 0                                                                 | 0                                                                 |   |                       |             |             |             |  |  |                       |            |            |
|  | Milerock FC                                                       | 0                                                                 | 0                                                                 |   | Defence Force         | 0 (2)       |             |             |  |  |                       |            |            |
|  |                                                                   |                                                                   |                                                                   |   | Defence Force         | 0 (2)       |             |             |  |  |                       |            |            |
|  |                                                                   | Tempête FC (pen)                                                  | 0 (4)                                                             |   |                       |             |             |             |  |  |                       |            |            |
|  | Tempête FC (pen)                                                  | Tempête FC (pen)                                                  | 0 (4)                                                             | 1 | 0 (3)                 |             |             |             |  |  |                       |            |            |
|  | Tempête FC (pen)                                                  |                                                                   |                                                                   | 1 | 0 (3)                 |             |             |             |  |  |                       |            |            |
|  | Caledonia AIA                                                     | 0                                                                 | 1 (2)                                                             |   |                       |             |             |             |  |  |                       |            |            |

## Disolución
El primer presidente y fundador de River, Steven Álvarez, vendería el equipo a principios del 2011; al entonces presidente de la PRSL, Mike Roca; quien llevaría al club a la bancarrota; traspasándoselo a Claudio Álvarez Dunn; y este lo re-vendería a Verónica Chardón.
Debido a un receso que dispuso la Federación de Fútbol de Puerto Rico ante la FIFA en 2012, River Plate no tuvo competiciones oficiales para disputar. Esto llevó a la trágica desaparición de la institución. El club cerraría debido a los continuos problemas económicos que afectaron el club, tras su mudanza de Ponce.
En 2014, la Liga Nacional se convierte en la primera división, con un River Plate en calidad de observador ante la imposibilidad de contar con un equipo y cuerpo técnico.

## Estadio
- Estadio Francisco Montaner ; Ponce, Puerto Rico (2008-2010)
- Estadio Roberto Clemente ; Carolina, Puerto Rico (2011-presente)

El hogar del Club en las tres primeras temporadas, fue el estadio Francisco Montaner.
Para la temporada 2011, el equipo estuvo de acuerdo en mudarse a Fajardo. Mientras la ciudad se prepara para construir un estadio para el equipo, River firmó un acuerdo de corto plazo para jugar sus partidos de local en el estadio Roberto Clemente situado las cercanías de Carolina.

## Palmarés

### Torneos nacionales
| Competición                        | Títulos | Subcampeonatos |
| ---------------------------------- | ------- | -------------- |
| Liga Premier (1/0)                 | 2007.   |                |
| Puerto Rico Soccer League (0/1)    |         | 2008           |
| Temporada Regular de la PRSL (1/1) | 2009.   | 2008           |
| Supercopa DirecTV (1/0)            | 2010    |                |